# Hattusilis III
Hattusilis III va ser rei d'Hakpis entre els anys 1290-1270 aC, i rei dels hitites segurament entre el 1270-1250 aC. Era el quart fill de Mursilis II, i oncle de Mursilis III.

## Títols i família
Va portar els títols de "Labarna", "Gran Rei", "Rei d'Hatti" i "Sol meu". La seva dona principal es deia Puduhepa i era filla de Pentib-sarri gran sacerdot de Lawazantiya però també va estar aparellat amb una princesa de Babilònia i amb una d'amorrita. Se li coneixen nombrosos fills i filles:
- Nerikkaili, casat amb una filla de l'antic rei Ben-Teshina d'Amurru i de la seva primera dona. Ben-Teshina es va casar després amb Gasulawiya, germanastra de Nerikkaili. Va ser nomenat tuhukanti o príncep hereu però després se'l va desheretar.
- Tasmi-Sarruma, rei amb el nom de Tudhalias IV.
- Huzziyas, cap de la guàrdia reial en temps de Tudhalias IV.
- Hannutti.
- Hesni.
- Tatamaru.
- Upara-muwa.
- Uhha-ziti.
- Tarhunta-piya.
- Kilus-Hepa, casada amb Ari-Sarruma rei d'Isuwa.
- Gasulawiya, nascuda d'una dona anterior a Puduhepa i casada amb Bentesina que havia estat rei d'Amurru i Hattusilis el va restablir al tron, i mare probablement de Sausgamuwa, príncep hereu d'Amurru, país del que va ser rei. Va ser també segurament la mare d'una princesa casada amb Ammistamru d'Ugarit, que per causa d'un adulteri es va haver d'escapar a Amurru, però Sausgamuwa, llavors ja rei, la va extradir amb consentiment de Tudhalias IV, i probablement va morir executada.
- Una filla de nom desconegut casada amb un rei de Babilònia
- Meth-Hor-nefret-Ra o Maathorneferure, filla nascuda de Puduhepa, casada amb Ramsès II cap al seu 34è any de regnat, en un acord establert al Tractat de Cadeix[1]
- Una altra filla de nom desconegut casada també amb Ramsès II.

## Reis vassalls
Durant el seu regnat es coneixen alguns reis vassalls: Ini-Tesup a Karkemish, Ari-Sarruma a Isuwa, Ulmi-Tesup (Kurunta) a Tarhuntasa, Bentesina a Amurru, Masturi a Seha, Kupanta-Kurunta a Mira i Kuwaliya.

## Joventut
Hattusilis (III) quan va néixer estava malalt. La deessa Ixtar va enviar un somni al seu germà amb la indicació de que digués al seu pare que la seva vida seria curta, i que el deixés al seu servei com a sacerdot. Si ho feia, seguiria viu. El seu pare el va nomenar sacerdot de Sausga a Samuha càrrec que va conservar durant tot el regnat de Mursilis II.

## Governador de la Terra Alta
Durant el regnat de son germà Muwatallis II el rei el va cridar a altres missions. Hattusilis va dirigir algunes expedicions contra els kashka, i son germà el va nomenar governador a la ciutat de Pitteyarika, no lluny de Samuha, però no li va donar les forces militars que Hattusilis reclamava. Tot i així Hattusilis va atacar als kashka i els va derrotar de manera important a la rodalia d'Hahha, on va deixar una estela commemorativa, retornant als hitites les seves terres anteriors; els caps kashka van caure presoners i els va enviar a son germà Muwatallis. Aquesta victòria va decidir a Muwatallis a nomenar-lo cap de la guàrdia reial (el tercer càrrec de l'Imperi hitita després del rei i l'hereu) i també el va fer gran sacerdot del deu de les Tempestes de Nerik Tessub, que era adorat a Hakpis perquè Nerik havia caigut en mans dels kashka i estava despoblada. El rei el va nomenar de fet governador de la Terra Alta Hitita amb Samuha, Pitteyarika, Hakpis, Istahara, Tarahna, Hattina i Hanhana com a principals ciutats, totes a la vora dels territoris kashka.

## Conflicte amb Arma-Tarhunta
L'antic governador de la Terra Alta, Arma-Tarhunta, fill de Zida, un germà de Subiluliuma I, va quedar relegat a una posició secundària, cosa que no li va agradar i va començar a difondre rumors de sobre Hattusilis i el va acusar de dedicar-se a la bruixeria. Aquests rumors al final van arribar a Muwatallis que va començar a sospitar de son germà, que va respondre acusant Arma-Tarhunta de ser ell qui practicava bruixeria. El rei els va fer passar una prova religiosa (la Divina Roda) que Hattusilis va superar. Arma-Tarhunta va ser condemnat per bruixeria junt amb la seva dona i els seus fills i van confiscar les seves terres i les van entregar a Hattusilis. Es va fer una excepció, i el rei va declarar innocent a un dels fills, Sippa-ziti, per pietat, ja que Arma-Tarhunta era un familiar i ja era vell, i finalment la confiscació va afectar només a la meitat de les terres, i l'acusat, la seva dona i els altres fills fills van marxar desterrats a Alashiya). Des de llavors Hattusilis va rebre les forces militars necessàries i va vèncer repetidament al kashka.

## La guerra de Pishuru (ciutat dels kashka)
En aquest moment a les terres kashka tenia l'hegemonia la ciutat de Pishuru. Ishupitta i Daistipassa, a la Terra Alta Hitita, eren aliades de Pishuru i es van apoderar de les terres de Landa, Marista i algunes ciutats fortificades dels hitites; els hitites no els van poder contenir i els kashkes van continuar avançant al sud creuant el riu Marasanda o Maraššanda i arribant fins a la terra de Kanis (Kanesh). Les ciutats de Kurustama, Gazzuira i una altra el nom del qual no es pot llegir (però que comença per Ha…) es van unir als kashka i van atacar les ciutats hitites de la rodalia. Durmitta també va quedar sota control kashka i va atacar la comarca de Tuhuppiya. Els kashka no van trobar cap obstacle a la terra de Ippasanama (Ippaššanama), i van poder seguir fins a atacar la terra de Suwatara. Només dues ciutats, una d'elles Istahara (l'altra no es pot llegir) van escapar als atacs kashka.

## El regne d'Hakpis
En aquestes circumstàncies Muwatallis va decidir crear un regne vassall al nord per són germà Hattusilis, amb l'encàrrec de contenir als kashka. La cort reial es va fer càrrec de fortificar Anziliya i Tapikka, que pertanyien al nou regne, però el gran rei va refusar fer campanya a Durmitta i Kurustama perquè ja era responsabilitat d'Hattusilis, i va retornar a Tarhuntasa deixant a son germà sol amb els seus propis recursos. Les terres del nou regne estaven quasi totes ens mans del kashka i el mateix Hattusilis parla de les "Terres buides". El nou regne el formaven Ishupitta, Marista, Hissashapa, Katapa, Hanhana, Darahna, Hattena, Durmitta, Pala, Tummanna, Gasiya, Sappa, el riu Hulanna, Hakpis i Istahara, les dues darreres en "servitud", probablement administrades però sense formar part del regne). La capital va ser Hakpis. L'autonomia del rei era amplia ja que tenia un territori de frontera en part per conquerir. El nou rei, amb una eficaç combinació de força militar i de diplomàcia va aconseguir en deu anys restablir l'ordre i repoblar moltes regions.

## La batalla de Wistawanda
El punt clau de la campanya va ser la victòria militar sobre Pishuru, que havia conquerit fins a Taggasta per un costat i fins a Talmaliya per l'altra, i també havia conquerit Karahna i Marista i havia reunit un exèrcit amb 800 carros de combat i nombrosa infanteria. La ciutat de Pishuru va caure derrotada decisivament a la batalla de Wistawanda quan l'exèrcit kashka es va desbandar a la mort del seu cap. Muwatallis només va enviar 120 carros i no va enviar infanteria. La reconquesta de les ciutats hitites va resultar senzilla. Hattusilis va erigir una estela a Wistawanda. Encara més tard Hattusilis va poder enviar forces a son germà per la batalla amb Egipte que es va lliurar a Cadeix a Síria.

## Campanya a Síria
Muwatallis va combatre després de la batalla de Cadeix als petits reis locals. Amurru es va haver de sotmetre de nou i el rei Bentesina va ser enderrocat i es va col·locar al seu lloc un tal Sapili. El rei encara va conquerir Apa (Damasc?) més al sud, i després va retornar a Hattusa. El seu germà Hattusilis es va quedar vigilant a Apa on va romandre un parell d'anys potser fins quan va tornar Ramsès II amb un exèrcit dividit en dues parts: una dirigida pel seu fill Amon Hirhepesef que va dominar les tribus shosu del Negev i la mar Morta i als edomites i es va dirigir a Moab; l'altra part, dirigida per ell mateix, va atacar Jerusalem i Jericó i després va entrar també a Moab i es va unir al seu fill i junts van marxar contra Hesbon i finalment van reconquerir Apa, moment en què Hattusilis va haver de tornar si no ho havia fet abans.

## Sausga de Lawazantiya i Pudu-Hepa
Hattusilis en tornar al seu país va passar per Lawazantiya on va fer ofrenes a la seva deessa Sausga i es va casar amb Puduhepa, filla de Pentib-sarri o Pentibszarri, gran sacerdot de Lawazantiya, matrimoni que potser no va tenir l'aprovació reial. Després va tornar al nord, al seu regne d'Hakpis on va fortificar Hawarkina i Dilmuna, però va esclatar una revolta contra ell. Hattusilis, mancat de l'ajut del gran rei, va cridar als seus aliats kashka i va aplanar la rebel·lió. Va restaurar i repoblar les ciutats de Durmitta, Ziplanda, Hattena, Hakpis, Istahara i una altra ciutat de nom desconegut. Sembla que Hattusilis va administrar fins i tot Hattusa. Sausga era la deïtat tutelar del seu regne.

## Bentesina d'Amurru
Hattusilis va demanar a son germà l'entrega de Bentesina, que havia estat rei d'Amurru, i son germà li va concedir. Hattusilis va proporcionar al rei deposat una residència personal a Hakpis; aquesta relació serà favorable per la recuperació de la desgràcia de la dinastia de Bentesina que Hattusilis més tard va restaurar.

## Successió d'Urhi-Tesup
Les disputes successòries de Muwatallis II van ser importants. Urhi-Tesup, fill de segon rang, sense esperances de successió, es va veure empès per circumstàncies especials a una posició en la que semblava l'hereu aparent. Finalment en va ser successor amb el nom de regne de Mursilis III mercès al suport d'Hattusilis. S'havia establert un acord entre els dos homes pel qual el regne d'Hakpis seguia en mans d'Hattusilis.

## Conquesta de Nerik
Durant el seu regnat Hattusilis va reconquerir Nerik després de tant de temps en mans dels kashka. El territori conquerit incloïa les ciutats de Nera i Haštira. Des de la ciutat va poder dominar els territoris de la muntanya i la regió d'Haharwa i la ciutat de Marasantiya (Maraššantiya).
Aviat es va produir un enfrontament amb Hattusilis que va acusar al seu nebot d'apoderar-se de territoris que ell havia repoblat (Pala i Tummanna) i de Samuha, i de traslladar a pobladors del regne d'Hakpis a territori del gran rei hitita.

## Guerra civil
Segons Hattusilis la situació de conflicte va durar set anys, que ell va aguantar per respecte a son germà (Muwatallis), però quan Mursilis III va restituir la capitalitat de l'Imperi hitita a Hattusa abandonant Tarhuntassa i va intentar incorporar les ciutats d'Hakpis i Nerik al regne hitita i bestreure-les a Hattusilis, cosa que de fet equivalia a eliminar el regne, Hattusilis va reaccionar i es va revoltar; es va encomanar a la seva deessa habitual, Sausga (el centre de culte principal al nord era Samuha), i al deu de les Turmentes de Nerik, on havia restablert el culte traslladant-lo des Hakpis, i va començar la guerra.
Sippa-ziti, fill d'Arma-Tarhunta, el fill de Zita, el germà de Subiluliuma I, l'antic rival d'Hattusilis, va ser nomenat comandant de l'exèrcit del gran rei a la Terra Alta Hitita. La guerra civil va suposar una divisió del país, sobretot al mateix regne hitita en especial. Masturi rei de Seha es va aliar amb Hattusilis, que també va tenir el suport d'Ulmi-Tesup (Kurunta), germanastre de Mursilis III i que havia estat criat per Hattusilis. Mira i Kuwaliya, i Ahhiyawa estaven aliats amb Mursilis III. Bona part dels kashka, amb els que havia signat tractats, van donar suport a Hattusilis. Mursilis III va enviar a un home anomenat Rime-Tesup a l'oest per buscar els màxims suports, però en general la part occidental va proveir de poc ajut a Mursilis; Millawanda probablement va restar inactiva, i Ahhiyawa, al no rebre el suport de les seves ciutats, no va poder donar cap ajuda al rei hitita.
Sippa-ziti va tenir problemes; probablement va quedar assetjat a Hallawa, i va haver de demanar a Mursilis que anés a rescatar-lo; el rei va enviar a un home anomenat Anani-piya. Es van produir combats a Kusuriya (Kuššurriya) i es va lliurar una batalla de carros en la que va participar el governador del País del riu vermell que probablement va canviar de bàndol. Els fets no es coneixen amb claredat però del relat d'Hattusilis es veu que alguns dels seus aliats van abandonar Mursilis que va quedar-se en posició defensiva. A la part final de la guerra, Mursilis era a Marasantiya i va haver de fugir d'allí i va anar cap a Samuha, on Hattusilis el va perseguir. Uns traïdors es van oferir per matar Mursilis, però Hattusilis va rebutjar l'oferta i va avançar cap a Samuha, on segurament Mursilis ja havia estat fet presoner per la seva pròpia gent quan Hattusilis va arribar. El van entregar a l'oncle, que llavors va ser reconegut com a "Gran rei" amb el nom d'Hattusilis III.

## Inici del regnat
Hattusilis III quan va iniciar el seu regnat va reconstruir el palau d'Hattusa (la ciutadella de Buyukkale) que havia estat damnat durant la guerra. A Mursilis III se li va donar el govern d'unes ciutats fortificades a Nuhase, i va privar la seva descendència dels drets al tron. Va restaurar Ben-Teshina com a rei d'Amurru. La meitat de les terres de la família d'Arma-Tarhunta que conservava el seu fill Sippa-ziti les va confiscar i les va i dedicar a la deessa Sausga de Samuha. El fill d'Hattusilis III, Tudhalias (després rei amb el nom de Tudhalias IV), va ser nomenat sacerdot de Sausga i rei vassall d'Hakpis.

## Wilusa, Ahhiyawa, Millawanda i Lukka
Wilusa havia estat aliada d'Ahhiyawa i havia lluitat al camp de Mursilis III, i ara de fet restava independent. A Lukka la situació és poc coneguda però aparentment hi va haver desordres i la regió es va posar sota direcció d'un home anomenat Tawagalawa, germà del rei d'Ahhiyawa. Tawagalawa ha estat identificat amb l'homèric Etèocles, fill d'Andreos d'Orcomen. Tawagalawa va començar a atacar territori hitita de manera que Hattusilis III va perdre aviat el control de la situació al sud-oest i la gent de Lukka va arribar al riu Hulaya, districte fronterer amb capital a Hawaliya i als districtes veïns de Natas, Parha (després Perge a Pamfília), Harhasuwanta i altres llocs, de manera que tota la costa fins a Kizzuwatna va quedar fora del control del rei hitita. Els districtes fronterers de Wasuwatta i Harputtawana van caure en mans de rebels ajudats per Lukka.

## Creació del regne de Tarhuntasa
Piyama-radu de Lazba va envair territori hitita des Millawanda i va conquerir la terra del riu Hulaya arribant fins a la Terra Baixa Hitita, fins a Nahita. Hattusilis va marxar contra els col·ligats i els va expulsar de la Terra Baixa i el riu Hulaya però sense arribar a la costa occidental ni probablement a Pamfília. Llavors va nomenar al seu nebot Ulmi-Tesup (Kurunta), fill de Muwatallis II, rei d'un gran territori del sud-oest, amb capital a Tarhuntasa que va governar sota el nom de Kurunta. El regne limitava al nord i oest amb Pitassa, Ussa i terres hitites, i cap al sud i sud-oest eren terres a dominar "en direcció a la ciutat de Šaranduwa a la terra del riu Hulaya". En els següents anys Kurunta va dominar fins a la costa al sud, i a l'oest fins al riu Kastaraya (Kestros) i la ciutat de Parha (Perge), a la plana de Pamfília.

## Relacions amb Assíria, Babilònia i Egipte
Amb Assíria es van produir algunes dificultats diplomàtiques pel retard en els regals d'homenatge, i fins i tot el missatger assiri Bel-qarrad va ser detingut, però finalment es van restablir les relacions. Hattusilis es va queixar d'atacs a Karkemish (a Emar i la terra d'Ashtata) que realitzaven la gent de Turira, territori que els hitites consideraven sota domini assiri, encara que el rei d'Assíria no ho sabia segur.
Mursilis III va planejar fugir a Babilònia des del seu exili però Hattusilis se'n va assabentar i el va desterrar probablement a Alashiya, d'on es va poder escapar i probablement va fugir a Egipte. Les relacions entre Hattusilis i Kadaixmanturgu de Babilònia eren bones. Amb Egipte van ser inicialment bones però van empitjorar quan Ramsès II es va negar a extradir a Mursilis III. Kadaixmanturgu li va prometre cooperació activa en una eventual guerra contra Egipte. Però finalment la guerra mai va esclatar.

## Submissió de Piyama-radu
Al final del regnat, Wilusa va esdevenir altra vegada vassalla del rei hitita. Kurunta de Tarhuntasa es va entrevistar amb el rei d'Ahhiwaya a Millawanda i es va acordar la retirada dels aqueus de Lukka, que va retornar a control hitita i els caps locals es van afanyar a proclamar la seva lleialtat al rei de Tarhuntasa i al gran rei hitita. Entre els que es van sotmetre i havia Piyama-radu, que era a la ciutat de Sallapa quan va escriure a Hattusilis, que havia anat a Lukka a afermar la seva autoritat, i se li va sotmetre. Hattusilis va enviar al seu hereu a Millawanda on es va trobar amb Piyama-radu i ambdós van pujar a un carro amb Piyama-radu al davant en signe de submissió. Però Piyama-radu no es fiava dels hitites i va rebutjar comparèixer a presència d'Hattusilis a Hattusa si abans no era reconegut rei, cosa que va suposar una humiliació per al príncep hereu; Piyama-radu va mantenir la seva lleialtat però a distància. Hattusilis va anar a l'oest i quan va arribar a Wiyanawanda, li va escriure i li va dir que li enviés un delegat a la ciutat de Yalanda (sota control de Piyama-radu) per fer l'acord; però Piyama-radu va enviar a son germà Lahurzi, que va fer una emboscada als hitites a tres llocs propers a Yalanda, però els hitites van poder arribar a la ciutat; Lahurzi es va retirar i la ciutat va ser destruïda.
Des d'allí Hattusilis va anar a Apawiya i va escriure a Piyama-radu a Millawanda ordenant-li comparèixer. També va escriure al rei d'Ahhiyawa protestant per les activitats de Piyama-radu des Millawanda, subjecte d'Ahhiwaya; el rei aqueu va donar permís al rei hitita per fer comparèixer a Piyama-radu. Va donar ordres a Atpa, el governador de Millawanda, i Hattusilis es va dirigir a aquesta ciutat, on va entrar com a gran rei i allí va comparèixer Tawagalawa per oferir la seva lleialtat al rei. Atpa va escoltar les queixes contra Piyama-radu però l'acusat va agafar un vaixell i es va escapar. Hattusilis es va dirigir llavors al rei d'Ahhiwaya i li va fer una relació de les ofenses de Piyama-radu. Atpa i el rei d'Ahhiyawa que probablement seguien donant suport a Piyama-radu, van tractar de disculpar-lo; Hattusilis va exigir el retorn del set mil presoners (civils) fets per Piyama-radu a terres d'Hatti, intentant un acord que evités la guerra, acord que finalment es va establir. Però Piyama-radu ja havia anat al nord i actuava a la costa de Wilusa, on hi havia establiments aqueus, intentant crear-se un regne allí, a Masa i Karkissa (o a Karkiya, Cària). Hattusilis, per mitjà del rei d'Ahhiwaya va oferir altra vegada a Piyama-radu la submissió a canvi del perdó. No se sap com van anar els esdeveniments, però finalment Ahhiwaya va capturar a Piyama-radu i el va entregar als hitites.

## Tractat amb Egipte
En el 21è any de regnat de Ramsès II, cap a l'any 1259 aC, el faraó va rebre a la seva capital Pi-Ramsès a tres missatgers hitites: Tili-Tesub, Ramose i Yasupili (el darrer enviat del rei de Karkemish) per la signatura d'un tractat d'eterna amistat entre Hatti i Egipte que culminava sens dubte prèvies negociacions entre ambdues parts. Es coneixen alguns detalls d'aquest acord. El tractat establia l'amistat, la promesa de no iniciar hostilitats, una aliança defensiva, el suport als fills d'Hattusilis en la successió, i l'extradició de fugitius, i s'establia la manera en la que els presoners entregats havien de ser tractats i on els fugitius anteriors al tractat n'eren exclosos. Aquesta clàusula va ser proposada per Mursilis.

## Relacions amb Babilònia
A la mort de Kadaixmanturgu de Babilònia les relacions amb aquest país es van deteriorar. Hattusilis va exigir al nou rei Kadaixman-Enlil II (que era un menor i estava controlat pel seu visir Itti-Marduk-balatu) la protecció dels descendents de Kadaixmanturgu al que qualifica com "el seu germà" i amenaça de conquerir Babilònia en cas contrari. Els babilonis es van sentir ofesos i van respondre que no escrivia "com un germà" sinó com si Babilònia fos el seu vassall. Amb Assíria les relacions es devien deteriorar a la mort d'Adadnirari I i la revolta de Mitanni que potser va tenir ajut hitita. Quan Kadaixman-Enlil II de Babilònia va arribar a la majoria sembla que les relacions amb Babilònia van tornar a millorar i en una carta el rei hitita explica que Itti-Marduk-balatu, era un home diabòlic al que els deus havien deixat viure massa temps. Segons els babilonis els missatges a Hatti s'havien interromput per l'activitat destructiva dels nòmades akhlamu i també dels assiris. Normalitzades les relacions, Hattusilis va enviar una filla seva a Babilònia per casar-se amb el rei i ell mateix es va casar amb una princesa babilònia.

## Enllaços matrimonials
Les relacions amb Egipte es van normalitzar amb la signatura del Tractat de Cadeix, que també va portar a un enllaç matrimonial entre Ramsès II i una filla d'Hattusilis III, Maathorneferure, al 33è any de regnat del faraó. La princesa va ser enviada a la terra fronterera d'Aya per l'enllaç. Les promeses de la seva dot van ser monumentals però després els hitites no van poder complir. La reina Puduhepa va escriure al faraó dient que els magatzems estaven buits i que Urhi-Tesup (Mursilis III) havia donat el que quedava a la gran deessa, i que si no la creia podia preguntar a Urhi-Tesup que era a Egipte. L'any següent la princesa hitita va entrar a territori egipci i a l'altre any es va casar amb Ramsès II que va proclamar la seva bellesa i va declarar que l'estimava més que a cap altra. El matrimoni va residir a Pi-Ramsès però amb el temps Ramsès va enviar la princesa a l'harem d'el Faium. Ramsès va invitar a Hattusilis va fer un viatge oficial a Egipte però el rei hitita no es va mostrar gaire entusiasmat; el faraó va suggerir trobar-se a Canaan i escortar-lo fins Pi-Ramsès, i finalment el viatge es va fer. Metges egipcis van assistir alguns destacats hitites entre ells Kurunta. Egipte també va enviar gra en un any d'escassetat a Hatti. Hattusilis encara va enviar una altra filla a casar-se amb Ramsès II.

## Els kashka
Durant el seu regnat els kashka encara donaven alguns problemes i Hattusilis com a rei va fer contra ells 15 campanyes i el seu fill, com a general, en va fer una dotzena.

## Corregència i mort
Cap al final del regne, el seu fill Tudhalias va ser corregent amb ell, i el va succeir a la seva mort.